# Katalonien-Rundfahrt 2012
Die 92. Rad-Katalonien-Rundfahrt (auf Katalanisch Volta Ciclista a Catalunya) fand vom 19. bis zum 25. März 2012 statt. Das Etappenrennen war Teil der UCI World Tour 2012 und innerhalb dieser das fünfte Rennen. Die Gesamtdistanz des Rennens betrug ungefähr 1200 Kilometer.

## Die Teilnehmer
| ProTeams AG2R La Mondiale Astana Pro Team BMC Racing Team Euskaltel-Euskadi FDJ-Big Mat Garmin-Barracuda | GreenEdge Cycling Team Katusha Team Lampre-ISD Liquigas-Cannondale Lotto Belisol Team Movistar | Omega Pharma-Quick Step Rabobank Cycling Team RadioShack-Nissan Sky ProCycling Team Saxo Bank Vacansoleil-DCM |
| Professional Continental Teams Andalucía Caja Rural                                                      | Cofidis, le Crédit en Ligne Saur-Sojasun                                                       | Project 1t4i                                                                                                  |

Startberechtigt sind die 18 ProTeams. Zudem vergab der Organisator „Volta“ Ciclista a Catalunya Associació Esportiva fünf Wildcards an Professional Continental Teams.

## Etappenübersicht
| Etappe | Datum    | Start – Ziel                                | km      | Type              | Etappensieger          |
| ------ | -------- | ------------------------------------------- | ------- | ----------------- | ---------------------- |
| 1      | 19. März | Calella – Calella                           | 138     | Bergetappe        | Michael Albasini (GEC) |
| 2      | 20. März | Girona – Girona                             | 161     | Hochgebirgsetappe | Michael Albasini (GEC) |
| 3      | 21. März | La Vall d’en Bas – Port Ainé Port del Canto | 210 155 | Hochgebirgsetappe | Janez Brajkovic (AST)  |
| 4      | 22. März | Tremp – Ascó                                | 199     | Bergetappe        | Rigoberto Uran (SKY)   |
| 5      | 23. März | Ascó – Manresa                              | 207     | Bergetappe        | Julien Simon (SAU)     |
| 6      | 24. März | Sant Fruitós de Bages – Badalona            | 169     | Bergetappe        | Samuel Sánchez (EUS)   |
| 7      | 25. März | Badalona – Barcelona (Sarrià)               | 119     | Bergetappe        | Julien Simon (SAU)     |

## Etappen

### 1. Etappe
| Ergebnis der 1. Etappe \| \| Fahrer \| Team \| Zeit \| \| -- \| ----------------- \| --------------------------- \| ---------- \| \| 1 \| Michael Albasini \| GreenEdge Cycling Team \| 3:20:04 h \| \| 2 \| Anthony Delaplace \| Saur-Sojasun \| + 0:42 min \| \| 3 \| Nicolas Edet \| Cofidis, le Crédit en Ligne \| + 1:14 min \| \| 4 \| Kenny van Hummel \| Vacansoleil-DCM \| + 1:32 min \| \| 5 \| Ben Gastauer \| AG2R La Mondiale \| + 1:32 min \| \| 6 \| Roger Kluge \| Project 1t4i \| + 1:32 min \| \| 7 \| Allan Davis \| GreenEdge Cycling Team \| + 1:32 min \| \| 8 \| Fabio Sabatini \| Liquigas-Cannondale \| + 1:32 min \| \| 9 \| Davide Appollonio \| Sky ProCycling \| + 1:32 min \| \| 10 \| Francesco Gavazzi \| Astana Pro Team \| + 1:32 min \| |                   |                             |            |
| | Fahrer            | Team                        | Zeit       |
| 1 | Michael Albasini  | GreenEdge Cycling Team      | 3:20:04 h  |
| 2 | Anthony Delaplace | Saur-Sojasun                | + 0:42 min |
| 3 | Nicolas Edet      | Cofidis, le Crédit en Ligne | + 1:14 min |
| 4 | Kenny van Hummel  | Vacansoleil-DCM             | + 1:32 min |
| 5 | Ben Gastauer      | AG2R La Mondiale            | + 1:32 min |
| 6 | Roger Kluge       | Project 1t4i                | + 1:32 min |
| 7 | Allan Davis       | GreenEdge Cycling Team      | + 1:32 min |
| 8 | Fabio Sabatini    | Liquigas-Cannondale         | + 1:32 min |
| 9 | Davide Appollonio | Sky ProCycling              | + 1:32 min |
| 10 | Francesco Gavazzi | Astana Pro Team             | + 1:32 min |

### 2. Etappe
|    | Fahrer             | Team                    | Zeit         |
| -- | ------------------ | ----------------------- | ------------ |
| 1  | Michael Albasini   | GreenEdge Cycling Team  | 3:52:07" h   |
| 2  | Dario Cataldo      | Omega Pharma-Quick Step | gleiche Zeit |
| 3  | Rigoberto Urán     | Sky ProCycling          | gleiche Zeit |
| 4  | Damiano Cunego     | Lampre-ISD              | gleiche Zeit |
| 5  | Ryder Hesjedal     | Garmin-Barracuda        | gleiche Zeit |
| 6  | Sergio Pardilla    | Movistar                | gleiche Zeit |
| 7  | Arnold Jeannesson  | FDJ-Big Mat             | gleiche Zeit |
| 8  | Alberto Losada     | Katusha Team            | gleiche Zeit |
| 9  | Richie Porte       | Sky ProCycling          | gleiche Zeit |
| 10 | Robert Kišerlovski | Astana Pro Team         | gleiche Zeit |

|    | Fahrer                | Team                   | Zeit       |
| -- | --------------------- | ---------------------- | ---------- |
| 1  | Michael Albasini      | GreenEdge Cycling Team | 7:12:11 h  |
| 2  | Ryder Hesjedal        | Garmin-Barracuda       | + 1:32 min |
| 3  | Mickaël Cherel        | AG2R La Mondiale       | + 1:32 min |
| 4  | Steve Morabito        | BMC Racing Team        | + 1:32 min |
| 5  | Arnold Jeannesson     | FDJ-Big Mat            | + 1:32 min |
| 6  | Daniel Martin         | Garmin-Barracuda       | + 1:32 min |
| 7  | Richie Porte          | Sky ProCycling         | + 1:32 min |
| 8  | Jurgen Van Den Broeck | Lotto Belisol Team     | + 1:32 min |
| 9  | Jakob Fuglsang        | RadioShack-Nissan      | + 1:32 min |
| 10 | Damiano Cunego        | Lampre-ISD             | + 1:32 min |

### 3. Etappe
Wegen eines Wintereinbruchs wurde die Etappe abgebrochen und keine offizielle Zeitmessung registriert.
|    | Fahrer                | Team                    |
| -- | --------------------- | ----------------------- |
| 1  | Janez Brajkovič       | Astana Pro Team         |
| 2  | Michał Gołaś          | Omega Pharma-Quick Step |
| 3  | Matteo Carrara        | Vacansoleil-DCM         |
| 4  | Mickaël Cherel        | AG2R La Mondiale        |
| 5  | Chris Anker Sørensen  | Team Saxo Bank          |
| 6  | Christian Vande Velde | Garmin-Barracuda        |
| 7  | Thomas Rohregger      | RadioShack-Nissan       |
| 8  | Johann Tschopp        | BMC Racing Team         |
| 9  | Steven Kruijswijk     | Rabobank Cycling Team   |
| 10 | Romain Bardet         | AG2R La Mondiale        |

|    | Fahrer                | Team                   | Zeit       |
| -- | --------------------- | ---------------------- | ---------- |
| 1  | Michael Albasini      | GreenEdge Cycling Team | 7:12:12 h  |
| 2  | Ryder Hesjedal        | Garmin-Barracuda       | + 1:32 min |
| 3  | Mickaël Cherel        | AG2R La Mondiale       | + 1:32 min |
| 4  | Steve Morabito        | BMC Racing Team        | + 1:32 min |
| 5  | Arnold Jeannesson     | FDJ-Big Mat            | + 1:32 min |
| 6  | Daniel Martin         | Garmin-Barracuda       | + 1:32 min |
| 7  | Jurgen Van Den Broeck | Lotto Belisol Team     | + 1:32 min |
| 8  | Jakob Fuglsang        | RadioShack-Nissan      | + 1:32 min |
| 9  | Damiano Cunego        | Lampre-ISD             | + 1:32 min |
| 10 | Tom Danielson         | Garmin-Barracuda       | + 1:32 min |

### 4. Etappe
|    | Fahrer                | Team                        | Zeit         |
| -- | --------------------- | --------------------------- | ------------ |
| 1  | Rigoberto Urán        | Sky ProCycling              | 5:13:12 h    |
| 2  | Denis Menchov         | Katusha Team                | gleiche Zeit |
| 3  | Sylwester Szmyd       | Liquigas-Cannondale         | gleiche Zeit |
| 4  | David Moncoutié       | Cofidis, le Crédit en Ligne | gleiche Zeit |
| 5  | Jurgen Van Den Broeck | Lotto Belisol Team          | gleiche Zeit |
| 6  | Samuel Sánchez        | Euskaltel-Euskadi           | gleiche Zeit |
| 7  | Matteo Carrara        | Vacansoleil-DCM             | gleiche Zeit |
| 8  | Dario Cataldo         | Omega Pharma-Quick Step     | gleiche Zeit |
| 9  | Julien Simon          | Saur-Sojasun                | gleiche Zeit |
| 10 | Robert Kišerlovski    | Astana Pro Team             | gleiche Zeit |

|    | Fahrer                | Team                   | Zeit       |
| -- | --------------------- | ---------------------- | ---------- |
| 1  | Michael Albasini      | GreenEdge Cycling Team | 12:25:24 h |
| 2  | Steve Morabito        | BMC Racing Team        | + 1:32 min |
| 3  | Jurgen Van Den Broeck | Lotto Belisol Team     | + 1:32 min |
| 4  | Daniel Martin         | Garmin-Barracuda       | + 1:32 min |
| 5  | Samuel Sánchez        | Euskaltel-Euskadi      | + 1:32 min |
| 6  | Rigoberto Urán        | Sky ProCycling         | + 1:32 min |
| 7  | Sergio Pardilla       | Movistar               | + 1:32 min |
| 8  | Damiano Cunego        | Lampre-ISD             | + 1:32 min |
| 9  | Tom Danielson         | Garmin-Barracuda       | + 1:32 min |
| 10 | Robert Kišerlovski    | Astana Pro Team        | + 1:32 min |

### 5. Etappe
|    | Fahrer                | Team                    | Zeit         |
| -- | --------------------- | ----------------------- | ------------ |
| 1  | Julien Simon          | Saur-Sojasun            | 4:58:27 h    |
| 2  | Rigoberto Urán        | Sky ProCycling          | gleiche Zeit |
| 3  | Sylwester Szmyd       | Liquigas-Cannondale     | gleiche Zeit |
| 4  | Samuel Sánchez        | Euskaltel-Euskadi       | gleiche Zeit |
| 5  | Dario Cataldo         | Omega Pharma-Quick Step | gleiche Zeit |
| 6  | Jurgen Van Den Broeck | Lotto Belisol Team      | gleiche Zeit |
| 7  | Michael Albasini      | GreenEdge Cycling Team  | gleiche Zeit |
| 8  | Denis Menchov         | Katusha Team            | gleiche Zeit |
| 9  | Daniel Martin         | Garmin-Barracuda        | gleiche Zeit |
| 10 | Robert Kišerlovski    | Astana Pro Team         | gleiche Zeit |

|    | Fahrer                | Team                    | Zeit       |
| -- | --------------------- | ----------------------- | ---------- |
| 1  | Michael Albasini      | GreenEdge Cycling Team  | 17:23:5 h  |
| 2  | Jurgen Van Den Broeck | Lotto Belisol Team      | + 1:32 min |
| 3  | Daniel Martin         | Garmin-Barracuda        | + 1:32 min |
| 4  | Samuel Sánchez        | Euskaltel-Euskadi       | + 1:32 min |
| 5  | Rigoberto Urán        | Sky ProCycling          | + 1:32 min |
| 6  | Damiano Cunego        | Lampre-ISD              | + 1:32 min |
| 7  | Tom Danielson         | Garmin-Barracuda        | + 1:32 min |
| 8  | Sergio Pardilla       | Movistar                | + 1:32 min |
| 9  | Robert Kišerlovski    | Astana Pro Team         | + 1:32 min |
| 10 | Dario Cataldo         | Omega Pharma-Quick Step | + 1:32 min |

### 6. Etappe
|    | Fahrer                | Team                   | Zeit       |
| -- | --------------------- | ---------------------- | ---------- |
| 1  | Samuel Sánchez        | Euskaltel-Euskadi      | 4:04:50 h  |
| 2  | Allan Davis           | GreenEdge Cycling Team | + 0:02 min |
| 3  | Julien Simon          | Saur-Sojasun           | + 0:02 min |
| 4  | Juan José Haedo       | Team Saxo Bank         | + 0:02 min |
| 5  | Damiano Cunego        | Lampre-ISD             | + 0:02 min |
| 6  | Francesco Gavazzi     | Astana Pro Team        | + 0:02 min |
| 7  | Fabio Sabatini        | Liquigas-Cannondale    | + 0:02 min |
| 8  | Daniel Martin         | Garmin-Barracuda       | + 0:02 min |
| 9  | Davide Appollonio     | Sky ProCycling         | + 0:02 min |
| 10 | Jurgen Van Den Broeck | Lotto Belisol Team     | + 0:02 min |

|    | Fahrer                | Team                    | Zeit       |
| -- | --------------------- | ----------------------- | ---------- |
| 1  | Michael Albasini      | GreenEdge Cycling Team  | 21:28:43 h |
| 2  | Samuel Sánchez        | Euskaltel-Euskadi       | + 1:30 min |
| 3  | Jurgen Van Den Broeck | Lotto Belisol Team      | + 1:32 min |
| 4  | Daniel Martin         | Garmin-Barracuda        | + 1:32 min |
| 5  | Rigoberto Urán        | Sky ProCycling          | + 1:32 min |
| 6  | Damiano Cunego        | Lampre-ISD              | + 1:32 min |
| 7  | Sergio Pardilla       | Movistar                | + 1:32 min |
| 8  | Robert Kišerlovski    | Astana Pro Team         | + 1:32 min |
| 9  | Dario Cataldo         | Omega Pharma-Quick Step | + 1:32 min |
| 10 | Matteo Carrara        | Vacansoleil-DCM         | + 1:32 min |

### 7. Etappe
|    | Fahrer                | Team                  | Zeit         |
| -- | --------------------- | --------------------- | ------------ |
| 1  | Julien Simon          | Saur-Sojasun          | 2:47:02 h    |
| 2  | Francesco Gavazzi     | Astana Pro Team       | gleiche Zeit |
| 3  | Damiano Cunego        | Lampre-ISD            | gleiche Zeit |
| 4  | Rigoberto Urán        | Sky ProCycling        | gleiche Zeit |
| 5  | Robert Kišerlovski    | Astana Pro Team       | gleiche Zeit |
| 6  | Jurgen Van Den Broeck | Lotto Belisol Team    | gleiche Zeit |
| 7  | Steven Kruijswijk     | Rabobank Cycling Team | gleiche Zeit |
| 8  | Romain Bardet         | AG2R La Mondiale      | gleiche Zeit |
| 9  | Maciej Paterski       | Liquigas-Cannondale   | gleiche Zeit |
| 10 | Denis Menchov         | Katusha Team          | gleiche Zeit |

|    | Fahrer                | Team                    | Zeit       |
| -- | --------------------- | ----------------------- | ---------- |
| 1  | Michael Albasini      | GreenEdge Cycling Team  | 24:05:45 h |
| 2  | Samuel Sánchez        | Euskaltel-Euskadi       | + 1:30 min |
| 3  | Jurgen Van Den Broeck | Lotto Belisol Team      | + 1:32 min |
| 4  | Daniel Martin         | Garmin-Barracuda        | + 1:32 min |
| 5  | Rigoberto Urán        | Sky ProCycling          | + 1:32 min |
| 6  | Damiano Cunego        | Lampre-ISD              | + 1:32 min |
| 7  | Robert Kišerlovski    | Astana Pro Team         | + 1:32 min |
| 8  | Matteo Carrara        | Vacansoleil-DCM         | + 1:32 min |
| 9  | Dario Cataldo         | Omega Pharma-Quick Step | + 1:32 min |
| 10 | Sergio Pardilla       | Movistar                | + 1:32 min |

## Wertungen im Tourverlauf
| Etappe | Gesamtwertung          | Bergwertung                | Sprintwertung           | Teamwertung            |
| ------ | ---------------------- | -------------------------- | ----------------------- | ---------------------- |
| 1      | Michael Albasini (GEC) | Michael Albasini (GEC)     | Anthony Delaplace (SAU) | GreenEdge Cycling Team |
| 2      | Michael Albasini (GEC) | Michael Albasini (GEC)     | Anthony Delaplace (SAU) | Sky ProCycling         |
| 3      | Michael Albasini (GEC) | Chris Anker Sørensen (SAX) | Michael Albasini (GEC)  | Sky ProCycling         |
| 4      | Michael Albasini (GEC) | Chris Anker Sørensen (SAX) | Julián Sánchez (CJR)    | Garmin-Barracuda       |
| 5      | Michael Albasini (GEC) | Chris Anker Sørensen (SAX) | Tomasz Marczyński (VCD) | Garmin-Barracuda       |
| 6      | Michael Albasini (GEC) | Chris Anker Sørensen (SAX) | Tomasz Marczyński (VCD) | Garmin-Barracuda       |
| 7      | Michael Albasini (GEC) | Chris Anker Sørensen (SAX) | Tomasz Marczyński (VCD) | Garmin-Barracuda       |